# Путевой лист (Россия)
Путево́й лист (Маршрутный лист, разг. Путёвка) — основной первичный документ учёта работы водителя и пробега, маршрута автомобиля, выдаваемый ежедневно водителям транспортных средств.
Постановлением Государственного комитета Российской Федерации по статистике № 78 от 28 ноября 1997 года  были приняты и введены в действие с 1 декабря 1997 года несколько видов унифицированных форм путевых листов для различных видов транспортных средств.
В установленных законом случаях водитель механического транспортного средства обязан иметь при себе путевой лист и по требованию сотрудников полиции передавать его им для проверки. Путевой лист должен быть правильно оформлен.

## Электронный путевой лист
Электронный путевой лист (ЭПЛ) — цифровой аналог бумажного путевого листа с необходимой юридической значимостью.
В связи с общей тенденцией к цифровизации документооборота в законодательстве закрепили возможность оформлять путевые листы в электронном формате. Каждая организация может самостоятельно выбрать тип путевых листов, который будет использовать: электронный или бумажный. В случае проверки водитель может предъявлять сотруднику ГИБДД ЭПЛ в виде QR-кода вместо бумажного документа.
Сотрудники, которые проводят медосмотр водителя и техосмотр транспорта, могут подписывать ЭПЛ усиленной неквалифицированной электронной подписью (УНЭП) или усиленной квалифицированной электронной подписью (УКЭП). Кроме того, предрейсовый медосмотр с 1 сентября 2023 года разрешено проходить дистанционно.
Приказ № ЕД-7-26/116@ подробно регламентирует структуру XML-файлов для обмена, которые должны быть в каждом ЭПЛ для обеспечения корректного электронного документооборота.

## Путевой лист (Казахстан)
Путевой лист — это официальный документ, в котором фиксируются данные о каждой поездке: информация о водителе, маршруте, расходе топлива и пробеге автомобиля. В Казахстане он обязателен для всех, кто использует транспорт в коммерческих целях: такси, доставка, грузоперевозки или служебные поездки. Для легковых и грузовых автомобилей возможно использовать различные варианты листов - «упрощеный» для легковых и «полный» для грузовых. Отличие только в описательной части перевозимого груза.
В Казахстане использование электронных путевых листов официально разрешено. Для их применения рекомендуется подключение к Единой Системе Управления Транспортными Документами (ЕСУТД), разработанной Министерством транспорта РК.